# 편선수
편선수는 한쪽이 두면 선수 끝내기가 되고 다른 쪽이 두면 후수가 되는 곳 또는 그러한 권리상의 순번을 뜻한다.